# タンクトップ

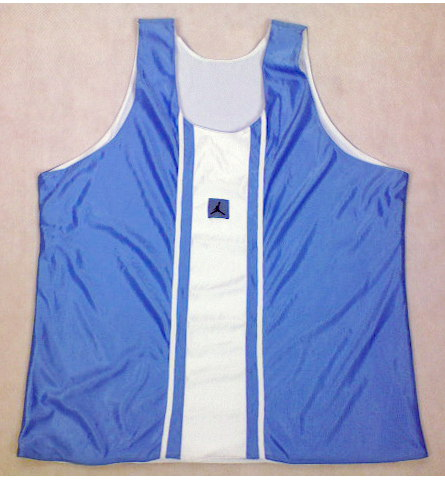
タンクトップ

タンクトップ（英: Tank-top）は、袖なしで、かつ、襟ぐりが幅広又は深く、また、合わせや衿のない上半身用下着、上衣または水着である。

## 概要
名前の由来は、1920年代の男子用又は女子競泳用水着であるタンクスーツ（英: Tank suits）の上部にデザインが似ていることからだといわれている。
上衣としては男性用・女性用のいずれも存在するが、下着としては通例女性用のものをさし、男性用のものは、ランニングシャツに分類されることがある。また、水着は女性用が多い。
アメリカ合衆国ではAシャツ（英: A-shirt）とも呼ばれ、イギリス、オーストラリアなどではシングレット（英: singlet）と呼ばれる。イギリスで下着として着用するものはベスト（英: vest）、フィリピンではサンド（タガログ語: sando）、インドではバニアン（英: banian）と呼ばれる。
女性用にはブラジャーと一体化したタンクトップ（ブラトップ）がある。ジュニアブラと一体化したタンクトップもあり、ブラジャーを着用しない代わりにブラトップを着用してもよい。スポーツブラと一体化したスポーツ用のブラトップもある。

## 分類

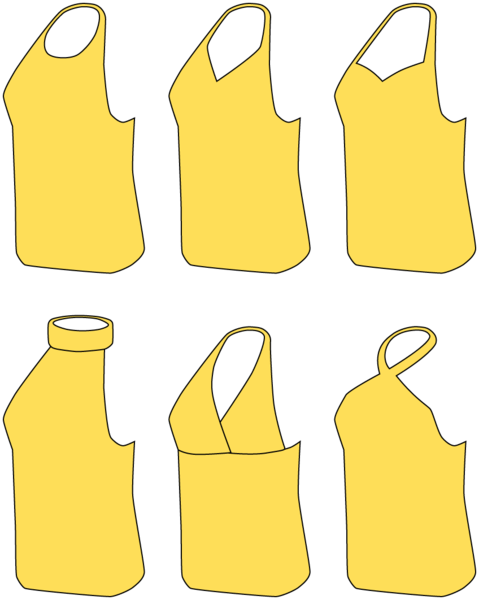
さまざまな種類のタンクトップ

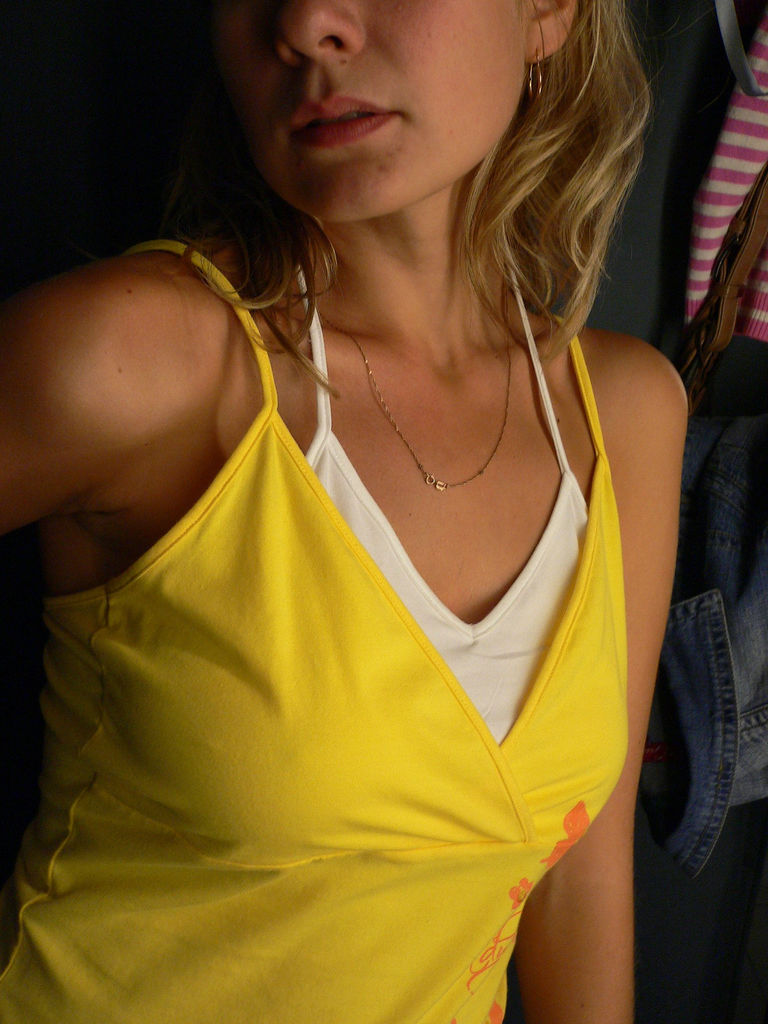
上衣と下着のタンクトップを着用する人

### 上衣
主にカットソーであり、シンプル又はカジュアルなものが多い。生地は、綿やポリエステルの天竺、ストレッチ天竺、フライス、リブなどを用いる。プリント柄も多い。Tシャツと同様に、下着と上着の融合が進み、TPOにより重ね着の上・下いずれにも利用される。一般に襟ぐりが広く、肩の縁でひっかけるように着用し、鎖骨が露出するデザインが特徴である。この他、装飾性のある上衣として、トリコットのような柔らかなフィット感のある素材、あるいは、シフォン、ジョーゼット、コットンボイル、シルクなどの「透け感」や光沢感のある素材を用いて仕立てられることもある。このようなタンクトップは、フェミニン又はフォーマルなテイストとなる。

### 下着
アウター調インナーとして保護・保温・吸汗性のある肌着に利用される。生地は天竺、ストレッチ天竺、フライス、リブ、スムースなどを用いる。

### 水着
ツーピースのトップとして使用される。ビキニ型のボトムと組み合わせたものは、タンキニと呼ばれる。身生地としては伸縮性の高いものとして、ポリエステル、ポリウレタン、ナイロンのツーウェイ、パワーネットなどが使用される。